# Rudolf von Caemmerer
Rudolf Karl Fritz von Caemmerer, född 25 juli 1845 i Koblenz, död 18 september 1911 i Schöneberg, var en tysk militär och författare.
Han deltog som officer vid infanteriet i kriget 1866 och i fransk-tyska kriget. Från 1873 till 1886 var han officer vid generalstaben, 1890 blev han överste, 1897 generallöjtnant. Tre år senare tog han avsked från armén och kom att ägna sig åt sitt författarskap och militärteori.